# Rhanidophora enucleata
Rhanidophora enucleata là một loài bướm đêm trong họ Noctuidae.